# Kisújszállás–Dévaványa–Gyoma-vasútvonal
Az egykori Kisújszállás–Dévaványa–Gyoma-vasútvonal a Tiszántúlon húzódott, a máig üzemelő Kál-Kápolna–Kisújszállás-vasútvonal folytatása volt. A Dévaványa és Gyoma közötti szakasza ma a Körösnagyharsány–Vésztő–Gyoma-vasútvonal része.

## Története
A helyiérdekű vasútvonal építésére az 1888. évi VIII. törvénycikk adott engedélyt. A Kisújszállás–Dévaványa–Gyomai HÉV társaság vasútvonala a MÁV Budapest–Püspökladány–Debrecen vasútvonalának kisújszállási állomásától indult és az ugyancsak MÁV tulajdonú Budapest–Arad-vasútvonal gyomai állomásáig épült ki. A síkvidéki jellegű, 45,1 km hosszú vasútvonalat 1889. szeptember 10-én adták át a forgalomnak. Az egyvágányú helyiérdekű vasút felépítménye 23,6 kg/fm tömegű, „i” jelű sínekből épült.
A vasút a Mátrai helyiérdekű vasúttársaság Kisterenye–Kisújszállás közötti vonalának (ma a Kisterenye–Kál-Kápolna, illetve a Kál-Kápolna–Kisújszállás vasútvonalak) forgalmát jól kiegészítette, ezért a Mátra vidék és az erdélyi határvidék vasúti kapcsolatát tovább erősítve a két vasúttársaság, a Békés vármegyei HÉV társasággal kiegészülve egyesült. A Mátra–Körösvidéki HÉV néven alakult vasúttársaságok egyesülését az 1897. évi XL. törvénycikk engedélyezte. A vasutak üzletkezelését a kezdetektől fogva a MÁV látta el.

## Megszüntetése
A Kisújszállás-Dévaványa szakaszon 1971. december 31-én szűnt meg a forgalom. A pályát 1972-ben, a Hortobágy-Berettyó főcsatorna feletti vasúti hidat 2007-ben bontották el.